# José Barralaga
José Barralaga Borjas (Trujillo, Colón, 22 de diciembre de 1994) es un futbolista hondureño. Juega de lateral y actualmente milita en el Real Sociedad de la Liga Nacional de Honduras.

## Trayectoria
Vivió durante un tiempo en Miami, Florida, donde participó del equipo de fútbol del Miami Senior High School. En el 2010, a su regreso a Honduras, el primer equipo profesional en contratarlo fue el Real Sociedad de la Liga de Ascenso de Honduras. A mediados de 2012 consiguió ascender a la Liga Nacional de Honduras con el equipo mencionado anteriormente. Debutó en primera división el 12 de agosto de 2012 ante Atlético Choloma, por la tercera fecha del Apertura 2012. Aquel partido finalizó con victoria de 2-1 para Real Sociedad.

## Selección nacional
Disputó el Campeonato Sub-17 de la Concacaf de 2011 realizado en Jamaica, debutando en este certamen el 15 de febrero ante la Selección de Barbados, en el partido que terminó con victoria catracha de 2-1. En el mes de marzo fue convocado para participar en los Juegos Deportivos Centroamericanos 2013 en donde la Selección de fútbol de Honduras Sub-21 se adjudicó el título de campeón.
Recibió su primera convocatoria a la selección absoluta el 13 de diciembre de 2015 para un partido amistoso contra la Selección de fútbol de Cuba.

## Clubes
| Club          | País     | Año             |
| ------------- | -------- | --------------- |
| Real Sociedad | Honduras | 2010 - Presente |

## Estadísticas

### Clubes
| Equipo                 | Div.                | Temporada           | Liga     | Liga  | Copa Nacional | Copa Nacional | Copa Internacional | Copa Internacional | Total    | Total |
| Equipo                 | Div.                | Temporada           | Partidos | Goles | Partidos      | Goles         | Partidos           | Goles              | Partidos | Goles |
| Real Sociedad Honduras | 1.ª                 | 2012/13             | 22       | 0     | -             | -             | -                  | -                  | 22       | 0     |
| Real Sociedad Honduras | 1.ª                 | 2013/14             | 6        | 0     | -             | -             | -                  | -                  | 6        | 0     |
| Real Sociedad Honduras | 1.ª                 | 2014/15             | 33       | 0     | -             | -             | -                  | -                  | 33       | 0     |
| Real Sociedad Honduras | 1.ª                 | 2015/16             | 21       | 0     | -             | -             | -                  | -                  | 21       | 0     |
| Real Sociedad Honduras | 1.ª                 | 2016/17             | 10       | 0     | -             | -             | -                  | -                  | 10       | 0     |
| Real Sociedad Honduras | Total               | Total               | 0        | 0     | 0             | 0             | 0                  | 0                  | 0        | 0     |
| Total en su carrera    | Total en su carrera | Total en su carrera | 92       | 0     | 0             | 0             | 0                  | 0                  | 92       | 0     |
| (1) Incluye datos de.  |                     |                     |          |       |               |               |                    |                    |          |       |

## Palmarés

### Campeonatos nacionales
| Título                 | Club          | País     | Año  |
| ---------------------- | ------------- | -------- | ---- |
| Apertura del Ascenso   | Real Sociedad | Honduras | 2011 |
| Finalísima del Ascenso | Real Sociedad | Honduras | 2012 |

### Campeonatos internacionales
| Título                                            | Club                                   | País       | Año  |
| ------------------------------------------------- | -------------------------------------- | ---------- | ---- |
| Medalla de Oro Juegos Deportivos Centroamericanos | Selección de fútbol de Honduras Sub 21 | Costa Rica | 2013 |